# Steakhouse-Syndrom
Beim Steakhouse-Syndrom handelt es sich um einen Krampf der Speiseröhrenperistaltik im oberen Bereich, durch welchen Speisen in der Speiseröhre fest und unverrückbar umschlossen werden. Während des Krampfes kann keinerlei Nahrung oder Flüssigkeit in den Magen gelangen, auch der Speichel muss ausgespuckt werden.
Es handelt sich hier um eine neurologische Fehlsteuerung, die ausgelöst wird durch größere unzerkaute Fleischstücke oder kleinere Partikel wie Reis. Die Ursache dieser Speiseröhrenkrämpfe ist unbekannt, es können unter anderem neurologische Erkrankungen in der Vergangenheit wie Guillain-Barré-Syndrom oder Myasthenia gravis angenommen werden. 
Gelegentlich löst sich der Krampf durch Würgeversuche, meist hilft nur ein endoskopischer Eingriff, bei welchem die Speisereste vorsichtig einige Zentimeter tiefer geschoben werden, so dass sie dann wieder durch die normale Peristaltik in den Magen transportiert werden können. Bei hartnäckigem Verschluss muss der Fremdkörper (Bolus) durch Schlingen oder Zangen zerkleinert und herausgezogen werden. Wegen der Gefahr einer Aspiration (Eindringen von Speichel und Speiseresten in die Luftröhre) mit möglicher Folge einer Lungenentzündung sollte man nicht mit der Verkrampfung schlafen. 
Das Steakhouse-Syndrom sollte nicht mit dem Verschluss des Mageneingangs (Cardia), einer Ösophagitis oder dem Nussknackerösophagus verwechselt werden.